# 반응성 애착 장애
반응성 애착 장애(Reactive Attachment Disorder, RAD)는 임상 문헌에서는 아동에게 영향을 주는 심각한 애착 장애(attachment disorder)로 묘사되지만, 이 문제는 보통 성인기까지 지속된다. 반응성 애착 장애는 대부분의 배경이나 상황에서 사회적으로 관계 맺는 것이 확연히 동요가 생기고 발달상의 적절하지 못한 방식을 특성으로 한다. 대부분의 사회적 상호작용을 창도하거나 이른바 "억제적 형태(inhibited form)"라는 발달상에 있어 적절한 방식으로 반응하는 것을 지속적으로 꾸준히 하지 못하는 형태를 보인다. DSM-5에서, "탈억제적 형태(disinhibited form)"는 "탈억제 사회 관여 장애(disinhibited attachment disorder)"라는 별도의 진단명으로 불린다.
반응성 애착 장애는 아동기 초기에 일차적 양육자에 대한 정상적인 애착이 형성되지 못한 것에서부터 발생한다. 이는 6개월에서 3세 사이에 양육자로부터의 방임(neglect)이나 학대(abuse)나 갑작스러운 분리, 잦은 양육자 변화, 아동의 소통 노력에 대한 양육자의 반응성 결여와 같은 심각한 초기 경험에서 나올 수 있다. 이 장애는 전반적 발달장애(pervasive developmental disorder)나 발달 지체(developmental delay)와는 구분되며 지체 장애(intellectual disability)와 같은 동반할 수 있는 증상과도 다르다. 이 모든 것은 애착 장애에 영향을 줄 수 있다. 반응성 애착 장애라고 진단하는 기준은 불안정 애착 유형(insecure attachmentare style)이나 무질서 애착 유형(disorganized attachment style)과 같은 애착 유형(attachment style)의 평가나 범주화에 사용되는 기준과는 다르다.
반응성 애착 장애 아동은 이후의 삶에서 대인관계나 행동에 있어서의 어려움을 야기하는 관계의 내적 작동 모델(internal working model)이 크게
동요할 것이라고 추정된다. 장기적 효과에 관한 연구가 몇몇 있으며, 5세 이후 반응성 애착 장애의 발현에 대한 명확한 지식도 없다. 그러나, 1990년대 초기 냉전 종전 이후 동유럽의 고아원 설립으로 매우 불우한 조건에서 양육된 영유아 연구에 대한 기회가 주어졌다. 이러한 연구는 애착에 관한 장애의 발병, 원인, 기제, 평가를 이해하는 폭을 넓혔고, 1990년대 말부터 계속적으로 치료와 예방 프로그램 및 호전된 평가 방식을 개발하는 노력으로 이어졌다. 이 분야 주요 이론가들은 애착 문제로부터 발생하는 폭넓은 증싱은 최신의 분류 유형을 넘어서서 정의되어야 한다고 주장하였다.
반응성 애착 장애 및 기타 문제시되는 초기 애착 행동에 대한 주요 치료 및 예방 프로그램은 애착 이론(attachment theory)에 근거하며, 양육자의 반응성(responsiveness)과 민감성(sensitivity)을 높이는데 치중하며, 그것이 불가능하면 아동을 다른 양육자에게 데려다 준다. 이러한 전략 대부분은 평가 과정에 있다. 주요 임상가와 치료사들은 일반적으로 애착 치료(attachment therapy)라고 알려진 논쟁 중인 심리치료에서 반응성 애착 장애라고 주장하는 것이나 이론적으로 기반 없는 "애착 장애(attachment disorder)"의 진단 및 치료에 대하여 상당한 비판을 가해 왔다. 애착 치료는 과학적으로 지지되지 못하는 이론적 기반이 있으며, ICD-10나 DSM-IV-TR 제시 기준과는 확연히 다른 진단 기준이나 증상 목록, 애착 행동 기준을 사용한다. 치료 접근법의 범위는 애착 치료에서 사용되며, 이중 일부는 신체적으로나 심리학적으로 강압적이며 애착 이론과는 반대되는 것이다.

## 원인
비록 유아기 시절 정신 건강 문제가 유전 질환(genetic defect)으로부터 유래되는 것이 점차 증가하고 있지만, 반응성 애착 장애의 정의는 양육과 사회 관계에 있어 문제적인 내력을 기반으로 한다. 학대(abuse)는 장애에 반드시 수반되는 요소들과 함께 발생할 수 있지만 그 자체로는 애착 장애라고 하지 않는다. 기질(temperament) 혹은 환경에 대한 체질적인 반응으로 인해 일부 사람들은 생애 초기 양육자와의 예측 불가하거나 호전적인 관계에서 오는 스트레스에 영향을 받기 쉽다. 호응해 주고 반응적인 양육자가 없는 상황에서 아동 대부분은 특히 애착 장애로 발전하는데 있어 취약성을 보인다.
유사한 비정상적인 양육은 억제적(inhibited)이고 비억제적(disinhibited)인 장애 유형을 만들 수 있지만, 학대와 방임(neglect)은 반응성 애착 장애 즉 비억제적인 유형에서 훨씬 지배적이고 심각하다는 것이 연구를 통해 밝혀져 있다. 기질과 그것이 애착 장애 발달에 끼치는 영향에 관한 문제는 아직 해결되지 않았다. 반응성 애착 장애는 심각한 환경적인 어려움이 없는 상태에서는 결코 보이지 않지만, 그러한 환경에서 자란 아동이 보이는 행동은 같다.
7년간 쌍둥이 연구(twin study)에서 애착과 트라우마(trauma) 증상에 대한 신경생물학적 기반에 대한 논의에 있어, 정동(affect) 조절 이상 상태에서는 경계선 성격장애(borderline personality disorder)나 외상후스트레스장애(post-traumatic stress disorder, PTSD)와 같은 다양한 정신병리(psychopathology)가 발견될 수 있다고 밝혀져 왔다. 그 결과, 고도의 자기 조절(self-regulation)를 발전시키는 것은 어려워지고 내적 모델(internal model)의 형성은 영향을 받는다. 그 결과, 관계에서 조직된 행동을 추동하는 정신(mind)에 내재된 '원형(template)'은 충격을 받을 수 있다. '교정하는(corrective)' 경험이 있는 상태에서의 '재조절(re-regulation, 정상적인 범주 내에서 정서적 반응을 조절하는 것)'가 있을 가능성도 있다.

## 진단적 특징
반응성 애착 장애의 가장 기본적인 특징은 거의 모든 상황에서, 심하게 손상되고, 발달적으로 적절하지 못한 사회적 관계를 형성한다는 것이다. 이 장애는 5세 이전에 시작되고 병적인 보살핌(안락함/자극/애정 등 소아의 기본적인 감정적 욕구를 지속적으로 방치, 소아의 기본적인 신체적 욕구를 지속적으로 방치, 양육자의 빈번한 교체)과 매우 밀접하게 관련이 있다. 발달적으로 부적절한 사회적 관계 형성은 크게 다음 두 가지 유형으로 나타난다. 첫째, 소아는 장기간에 걸쳐 계속적으로 거의 모든 사회적 관계를 시작하지 못하고, 발달적으로 적절하지 못한 방식으로 반응을 취한다. 사회적 관계를 맺음에 있어서 지나치게 억제적이고, 경계를 하며, 심하게 양가적이고 상반된 반응을 보인다. 예를 들면, 소아는 양육자에게 접근하고 회피하는 양가적인 태도를 보이고, 안락한 상황에서도 저항하며, 사람들을 냉정하게 경계한다. 둘째, 소아는 애착 대상을 무분별하게 선택하는 애착대상 선택 능력 결여의 특징을 나타낸다. 이 유형의 애착 장애를 가진 소아는 낯선 사람에 대해서도 지나치게 친근감을 나타내는 등 애착 대상을 제대로 분별하여 선택하지 못한다. 반응성애착장애는 단지 발달 지연(정신지체에서와 같이)으로만 설명되지는 않으며, 광범위성 발달장애의 기준에 부합되지 않는다. 이러한 반응성 애착장애가 발달지연만으로 설명하기에는 부족한 따라서 광범위한 발달장애의 기준에 부합하지 않게되는 특징은 특히 인간이 성장기에 있어서 정신과 신체의 반응 나아가 정신과 신체의 발달이 매우 밀접하고 중요한 상호관계에 놓여있다는것을 보여준다.

## 자폐와의 구별
반응성 애착장애가 있는 아이의 경우 조그만 소리에도 깜짝 놀랄 정도로 불안과 긴장을 보이기도 하고 심한 경우 사회성이 결여되어 대인관계를 전혀 맺지 못하기도 한다. 반응성 애착장애를 가진 소아는 옆에 누군가가 있어도 아무런 관심을 보이지 않으며 눈을 맞추려고 하지 않는다. 또한 불러도 아무런 반응을 보이지 않으며 쳐다보지 않는다. 이러한 특징을 가진 반응성 애착장애를 가진 아동들은 주의력이 결핍되어 보이기도 하고 지능과 언어발달도 떨어져 언뜻 살펴보면 자폐증을 가진 아동들과 매우 유사한 모습을 보인다. 따라서 반응성 애착장애를 유사 자폐라고도 한다. 그러나 자폐가 선천적인 원인에 의한 장애라면 반응성 애착장애는 후천적인 양육 환경의 결핍에서 비롯된 장애라고 할 수 있다. 따라서 자폐증과는 다르게 반응성 애착장애 아이들은 생후 초기에는 일반 아동들과 똑같이 전형적인 반응을 보인다. 예를 들면, 엄마가 ‘까꿍’하면 웃기도 하는 등의 자극에 대한 적절한 반응을 보인다. 하지만 양육자의 병적인 보살핌으로 인한 애착문제가 생기면 그동안 적절한 반응을 보였던 소아는 점차로 자극에 대한 반응을 잃어가게 되고, 언젠가부터는 전혀 반응을 보이지 않게 된다. 이런 아이는 부모가 안아줘도 멍하니 있거나 좋아하는 기색이 없이 회피하려고 하고 심하게 저항하기도 한다. 그러나 사회적 관계를 맺음에 있어서 이러한 심각한 문제를 보일지라도 자폐증과는 다르게 반응성 애착장애를 가진 아동들은 사회적 반응능력을 상당부분 유지하고 있고 지각과 감각능력이 전형적인 발달을 보임으로 적절한 치료를 해 준다면 정상으로 돌아올 수 있는 가능성을 가진다.

## DSM-5 진단기준
313.89(F94.1)
A. 성인 보호자에 대한 억제되고 감정적으로 위축된 행동의일관된 양식이 다음의 2가지 모두로 나타난다.
1. 아동은 정신적 고통을 받을 때 거의 안락을 찾지 않거나 최소한의 정도로만 안락을 찾음
2. 아동은 정신적 고통을 받을 때 거의 안락에 대한 반응이 없거나 최소한의 정도로만 안락에 대해 반응함
B. 지속적인 사회적・감정적 장애가 다음 중 최소 2가지 이상으로 나타난다.
1. 타인에 대한 최소한의 사회적・감정적 반응성
2. 제한된 긍정적 정동
3. 성인 보호자와 비위협적인 상호작용을 하는 동안에도 설명되지 않는 과민성, 슬픔 또는 무서움의 삽화
C. 아동이 불충분한 양육의 극단적인 양식을 경험했다는 것이 다음 중 최소 한 가지 이상에서 분명하게 드러난다.
1. 성인 보호자에 의해 충족되는 안락과 자극, 애정 등의 기본적인 감정적 요구에 대한 지속적인 결핍이 사회적 방임 또는 박탈의 형태로 나타남
2. 안정된 애착을 형성하는 기회를 제한하는 주 보호자의 반복적인 교체(예, 위탁 보육에서의 잦은 교체)
3. 선택적 애착을 형성하는 기회를 고도로(심각하게) 제한하는 독특한 구조의 양육(예, 아동이 많고 보호자가 적은 기관)
D. 진단기준 C의 양육이 진단기준 A의 장애 행동에 대한 원인이 되는 것으로 추정된다(예, 진단기준 A의 장애는 진단기준 C의 적절한 양육 결핍 후에 시작했다).
E. 진단기준이 자폐스펙트럼장애를 만족하지 않는다.
F. 장애가 5세 이전에 시작된 것이 명백하다.
G. 아동의 발달 연령이 최소 9개월 이상이어야 한다.
- 다음의 경우 명시할 것 :

지속성 : 장애가 현재까지 12개월 이상 지속되어 왔다.
- 현재의 심각도를 명시할 것 :

반응성 애착장애에서 아동이 장애의 모든 증상을 드러내며, 각각의 증상이 상대적으로 높은 수준을 나타날 때 고도로 명시한다.

## ICD-10
DSM-5가 '반응성 애착 장애'와 'PTSD'를 연관짓는 유연함을 보여주고있으며 한편 ICD-10에서는 '(F90–F98) 아동기 및 청소년기에 주로 발병하는 기타 행동 및 정서 장애'의 '(F94) 특히 아동기나 청소년기에 발병하는 사회 기능 장애' 하위카테고리에서 '(F94.1) 아동 반응성 애착 장애'로 분류해놓고있다.

## 같이 보기
- 경계선 인격장애
- 애착 장애
- 탈억제 사회 관여 장애

## 참고 문헌
1. DSM-5 외상 및 스트레스 관련 장애 Trauma- and Stressor-Related Disorders 313.89(F94.1) 반응성 애착장애(Reactive Attachment Disorde) 진단기준

- J Korean Neuropsychiatr Assoc [jknpa.org]- 진화정신의학 II-진화적 관점에서 본 정신기능 및 정신질환